# We Serve No One
We Serve No One – piąty album polskiej grupy thrashmetalowej Virgin Snatch. Wydawnictwo ukazało się 7 marca 2014 roku nakładem wytwórni Mystic Production.

## Lista utworów
1. Coup de main – 01:26
2. Sister Revolution – 04:33
3. Fingerprints – 04:37
4. Escape from Tomorrow – 04:29
5. We Serve No One – 03:11
6. No Justice, No Peace – 04:09
7. Answers to Nothing – 01:43
8. Under Fire – 04:24
9. Promised Land – 04:58
10. Vive la hypocrisie! – 04:10
11. Disintegration – 04:46
12. Devil’s Ride – 04:16

## Twórcy
- Łukasz Zieliński – śpiew
- Grzegorz Bryła – gitara
- Paweł Pasek – gitara
- Piotr Wącisz – gitara basowa
- Jacek Sławeński – perkusja